# آشیکاگا موچیئوجی
آشیکاگا موچیئوجی 足利持氏؛ ۱ ژانویهٔ ۱۳۹۸ – ۲ آوریل ۱۴۳۹) پنجمین کاماکورا کوبوی کاماکورا-فو در دوره سنگوکو اهل ژاپن بود.